# Doğanlı (Yüksekova)
Doğanlı (kurd. Ertuş) ist ein Dorf im Landkreis Yüksekova der türkischen Provinz Hakkâri. Doğanlı liegt in Südostanatolien auf 2.484 m über dem Meeresspiegel, ca. 19 km südlich von Yüksekova.

## Name
Der kurdische Name der Ortschaft lautet Ertuş. Dies geht zurück auf den Stamm der Ertuşi, der ursprünglich aus der Provinz stammt. Ertuş war der kurdische Name Uzunderes, des Herkunftsortes der Einwohner Doğanlıs. Der Name Ertuş ist beim Katasteramt registriert.

## Geschichte
Doğanlı ist eine neue Ortschaft. Sie wurde im Jahre 2002 oder 2003 auf einem Bauplatz in unmittelbarer Nähe des Weilers Kamışlı (ku. Sinava oder Sinawa) gegründet. Von den Einwohnern wird die Siedlung aufgrund ihrer Lagercharakters Doğanlı kampı (dt. „Doğanlı-Camp“) genannt.
Die Einwohner stammen aus dem 1998 aufgelösten Grenzdorf Uzundere im Landkreis Çukurca an der türkisch-irakischen Grenze. Nach Darstellung des Muhtars Musa Alkans wurden von dort Mitte der 1990er Jahre 6.500 Personen umgesiedelt, da wegen des bewaffneten Kampfes der PKK ihre Sicherheit nicht mehr gewährleistet werden konnte. Bei den Umgesiedelten handelte es sich um kurdische Dorfschützer und ihre Familien, die von der PKK als Verräter betrachtet wurden. Die Menschen lebten zunächst einige Monate bei Verwandten, dann ein Jahr in Zelten an der Verbindungsstraße zwischen Van und Hakkâri und anschließend sechs Jahre im Dorf Yeni Doğanlı in der Nähe von Hakkâri. Dieses Dorf wurde ihnen vom damaligen Provinzgouverneur Kemal Çelik zugewiesen. Es wurde wegen Lawinengefahr aufgelöst.
Im Jahre 2002 oder 2003 wurden die Menschen dann im heutigen Doğanlı angesiedelt. Bis 2004 lebten die Menschen in Provisorien.

## Einwohner und Infrastruktur
Ebenfalls in der Region lebt der Doski-Stamm, was zu Stammeskonflikten führt, die auch bewaffnet ausgetragen werden. Im Jahre 2009 umfasste die Siedlung 204 Haushalte. Die Häuser sind einstöckig. 100 Männer verdienen ihren Unterhalt als Dorfschützer. Doğanlı verfügt über eine Grundschule (Doğanlı Kampı İlköğretim Okulu) und eine Moschee. Trinkwasser- und Elektrizitätsversorgung sind unzureichend. Befestigte Straßen und Kanalisation fehlen.
Im Jahr 2009 hatte die Ortschaft 1.030 Einwohner.